# Pageas
Pageas ist eine  französische Gemeinde im Département Haute-Vienne in der Region Nouvelle-Aquitaine. Sie gehört zum Arrondissement Limoges und zum Kanton Saint-Yrieix-la-Perche. Die Bewohner nennen sich Pageaciens, Pageaciennes, Pageacais oder Pageacaises. Die Nachbargemeinden sind Champsac im Nordwesten, Les Cars im Osten, Bussière-Galant im Südosten und Châlus im Süden.
Pageas liegt im Regionalen Naturpark Périgord-Limousin.

## Bevölkerungsentwicklung

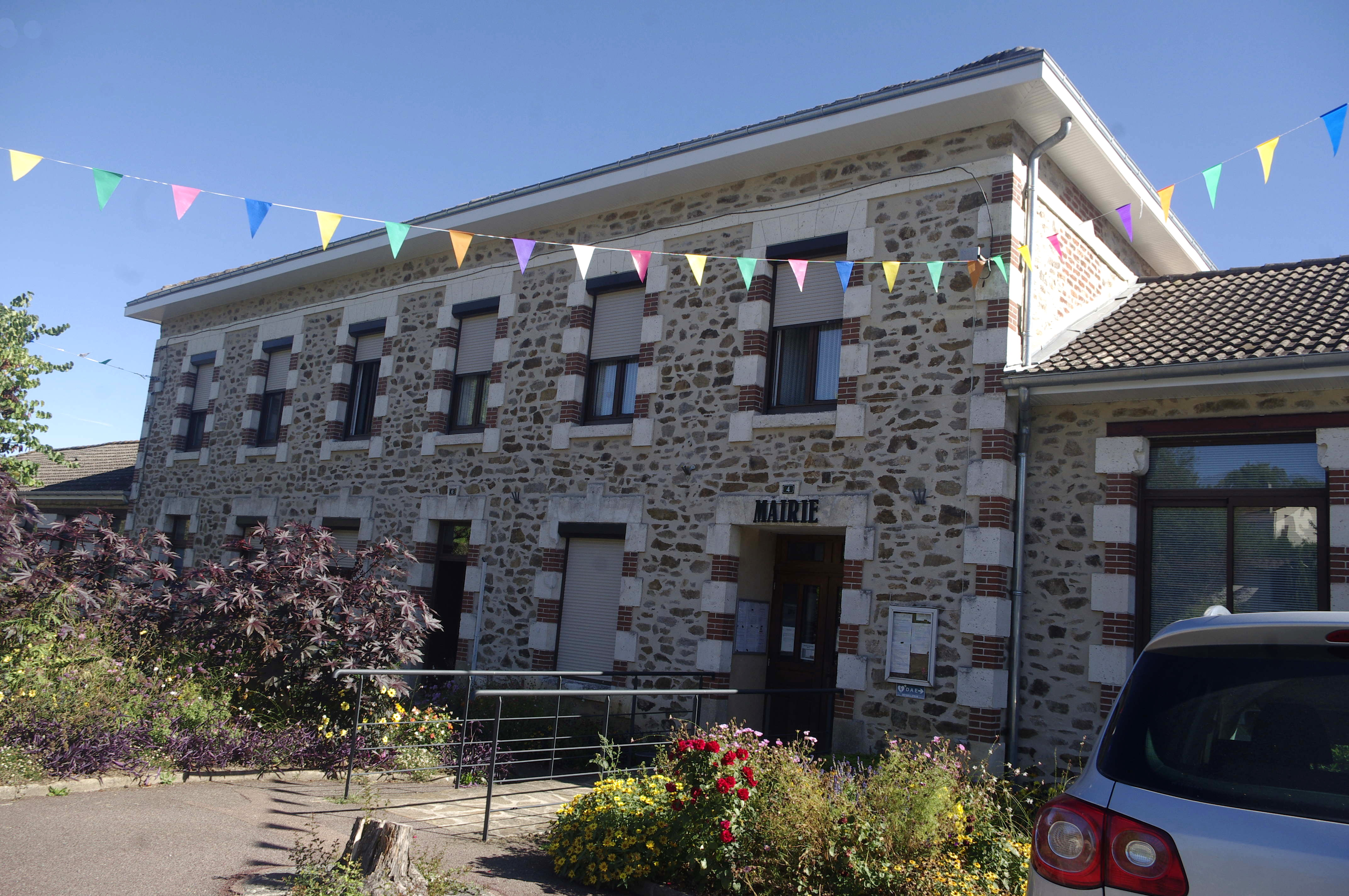
Rathaus von Pageas

| Jahr      | 1962 | 1968 | 1975 | 1982 | 1990 | 1999 | 2006 | 2013 |
| --------- | ---- | ---- | ---- | ---- | ---- | ---- | ---- | ---- |
| Einwohner | 663  | 638  | 568  | 552  | 602  | 594  | 609  | 603  |

## Sehenswürdigkeiten
- Kirche Saint-Pierre-aux-Liens
- Kirche Saint-Jean-Baptiste im Ortsteil Chênevières